# Amsterdamsche Football Club Ajax 1994-1995
Questa voce raccoglie le informazioni riguardanti l'Amsterdamsche Football Club Ajax nelle competizioni ufficiali della stagione 1994-1995.

## Stagione
Il primo impegno stagionale, nella Supercoppa d'Olanda, è vinto nettamente dall'Ajax per 3-0 contro i rivali del PSV: le reti arrivano in una dozzina di minuti nel primo tempo, apre le marcature Jari Litmanen, a fine anno miglior marcatore stagionale dei Lancieri, chiude Patrick Kluivert, a fine stagione capocannoniere dell'Ajax in campionato. Senza perder alcun match, e vincendone anzi 27 su 34, l'Ajax si conferma campione dei Paesi Bassi finendo davanti a Roda JC e Feyenoord. In KNVB beker la squadra è invece esclusa ai quarti di finale dal Feyenoord, che vince ai tempi supplementari (2-1) e infligge ai bianco-rossi l'unica sconfitta stagionale.
Nella UEFA Champions League l'Ajax parte dalla fase a gironi, ed è inserito nel girone D che comprende anche Milan, Salisburgo e AEK Atene. Gli olandesi sconfiggono in entrambe le occasioni sia gli italiani (con due 2-0) che i greci, pareggiando i match con gli austriaci e passando il gruppo al primo posto e con soli due gol subiti. Ai quarti di finale l'Ajax estromette l'Hajduk Spalato (3-0) e supera il Bayern Monaco col punteggio di 5-2 nella sfida di ritorno (2 gol di Litmanen), approdando alla finale della massima competizione europea.
Questa si gioca 24 maggio 1995 a Vienna, contro il Milan di Fabio Capello, già sconfitto dai Lancieri due volte nella fase a gironi. Il club italiano cade nel finale: Patrick Kluivert, inserito nella ripresa da Louis van Gaal al posto di Litmanen (che chiuse il torneo con 6 gol), raccoglie l'assist di Frank Rijkaard e supera Sebastiano Rossi in uscita, firmando il definitivo 1-0. Si tratta della quarta Coppa dalle grandi orecchie vinta dall'Ajax, la prima dal cambio di denominazione.

## Organigramma societario
Fonte
Area direttiva
- Presidente:  Michael van Praag
- Direttore finanziario:  Arie van Os
- Addetto stampa:  David Endt

Area tecnica
- Allenatore:  Louis van Gaal
- Allenatore in seconda:  Bobby Haarms
- Collaboratore tecnico:  Gerard van der Lem
- Preparatore dei portieri:  Frans Hoek
- Responsabile atletico:  László Jámbor
- Preparatore atletico:  René Wormhoudt
- Fisioterapista:  Pim van Dord

## Rosa
| N. |                         | Ruolo | Calciatore             |
| -- | ----------------------- | ----- | ---------------------- |
|    | Paesi Bassi (bandiera)  | P     | Fred Grim              |
|    | Paesi Bassi (bandiera)  | P     | Peter van der Kwaak    |
| 1  | Paesi Bassi (bandiera)  | P     | Edwin van der Sar      |
| 3  | Paesi Bassi (bandiera)  | D     | Danny Blind (capitano) |
|    | Paesi Bassi (bandiera)  | D     | Winston Bogarde        |
| 5  | Paesi Bassi (bandiera)  | D     | Frank de Boer          |
| 2  | Paesi Bassi (bandiera)  | D     | Michael Reiziger       |
| 4  | Paesi Bassi (bandiera)  | D     | Frank Rijkaard         |
|    | Paesi Bassi (bandiera)  | D     | Sonny Silooy           |
|    | Paesi Bassi (bandiera)  | D     | Michel Kreek           |
| 8  | Paesi Bassi (bandiera)  | C     | Edgar Davids           |
|    | Paesi Bassi (bandiera)  | C     | Ronald de Boer         |
|    | Paesi Bassi (bandiera)  | C     | Robert Gehring         |
|    | RD del Congo (bandiera) | C     | Kiki Musampa           |

| N. |                        | Ruolo | Calciatore          |
| -- | ---------------------- | ----- | ------------------- |
|    | Paesi Bassi (bandiera) | C     | Tarik Oulida        |
|    | Paesi Bassi (bandiera) | C     | Martijn Reuser      |
| 6  | Paesi Bassi (bandiera) | C     | Clarence Seedorf    |
|    | Paesi Bassi (bandiera) | C     | John van den Brom   |
|    | Paesi Bassi (bandiera) | C     | Mendel Witzenhausen |
|    | Paesi Bassi (bandiera) | C     | Nordin Wooter       |
| 7  | Nigeria (bandiera)     | A     | Finidi George       |
|    | Nigeria (bandiera)     | A     | Nwankwo Kanu        |
| 9  | Paesi Bassi (bandiera) | A     | Patrick Kluivert    |
| 10 | Finlandia (bandiera)   | A     | Jari Litmanen       |
| 11 | Paesi Bassi (bandiera) | A     | Marc Overmars       |
|    | Paesi Bassi (bandiera) | A     | Peter van Vossen    |
|    | Paesi Bassi (bandiera) | A     | Clyde Wijnhard      |

## Statistiche

### Statistiche di squadra
| Competizione          | Punti | Totale | Totale | Totale | Totale | Totale | Totale |
| Competizione          | Punti | G      | V      | N      | P      | Gf     | Gs     |
| --------------------- | ----- | ------ | ------ | ------ | ------ | ------ | ------ |
| Eredivisie            | 61    | 34     | 27     | 7      | 0      | 106    | 28     |
| KNVB beker            | -     | 3      | 2      | 0      | 1      | 7      | 3      |
| Johan Cruijff Schaal  | -     | 1      | 1      | 0      | 0      | 3      | 0      |
| UEFA Champions League | 10    | 11     | 7      | 4      | 0      | 18     | 4      |
| Totale                |       | 49     | 37     | 11     | 1      | 134    | 35     |

### Statistiche individuali
- Talento dell'anno
  - Clarence Seedorf
- Portiere dell'anno
  - Edwin van der Sar